# Zavalla (Texas)
Zavalla es una ciudad ubicada en el condado de Angelina en el estado estadounidense de Texas. En el Censo de 2010 tenía una población de 713 habitantes y una densidad poblacional de 130,97 personas por km².

## Geografía
Zavalla se encuentra ubicada en las coordenadas 31°9′31″N 94°25′8″O / 31.15861, -94.41889. Según la Oficina del Censo de los Estados Unidos, Zavalla tiene una superficie total de 5.44 km², de la cual 5.41 km² corresponden a tierra firme y (0.67%) 0.04 km² es agua.

## Demografía
Según el censo de 2010, había 713 personas residiendo en Zavalla. La densidad de población era de 130,97 hab./km². De los 713 habitantes, Zavalla estaba compuesto por el 97.05% blancos, el 0.7% eran afroamericanos, el 0.7% eran amerindios, el 0% eran asiáticos, el 0% eran isleños del Pacífico, el 0.56% eran de otras razas y el 0.98% pertenecían a dos o más razas. Del total de la población el 1.4% eran hispanos o latinos de cualquier raza.